# Лептоюлус Семенкевича
Лептоюлус Семенкевича (Leptojulus semenkevitshi) — вид багатоніжок, відомий лише за окремими знахідками на Київщині та Черкащині і занесений до Червоної книги України.
Вид названо на честь київського зоолога Юліана Семенкевича (1859—1942), що зібрав перші відомі екземпляри. Автор першоопису виду — шведський зоолог Ганс Льомандер (1896—1961), який відкрив його вивчаючи колекції багатоніжок київських зоологів під час відвідин Зоологічного музею ВУАН у 1927 році. Типові екземпляри виду збереглися у фондах Національного науково-природничого музею НАН України, хоча до 2021 року вважалися втраченими.